# Општина Черу-Бакаинци (Алба)
Черу-Бакаинци (рум. Ceru-Băcăinţi) општина је у Румунији у округу Алба.
Oпштина се налази на надморској висини од 548 m.